# Pikometr
Pikometr (symbol: pm) – podwielokrotność metra, podstawowej jednostki długości w układzie SI. Jeden pikometr równa się 10−12 m. W notacji naukowej można go zapisać jako 1 E-12 m oznaczający 0,000 000 000 001 × 1 m (jedna bilionowa część metra).
Jest równy jednej milionowej mikrometra (mikrona) i był nazywany mikromikronem lub bikronem (nazwa od jednej bilionowej części metra).